# 충집
충집(种輯, ? ~ 200년 정월)은 중국 후한 말의 정치가이다.

## 생애
조정에서 시중(侍中)을 지냈다.
동탁(董卓)이 도읍을 장안(長安)으로 옮기자, 황문시랑(黃門侍郞) 순유(荀攸)와 함께 동탁 암살을 꾀하였으나 발각되어 실패하였다.
흥평(興平) 2년(195년), 헌제(獻帝)가 낙양(洛陽)으로 이동할 때 이를 수행하였다. 도중에 단외(段煨)가 다스리는 화음(華陰)에 머물렀는데, 단외는 헌제를 자신의 진영에 모시려 하였다. 그러나 수행한 자들 중 단외와 사이가 나빴던 양정(楊定)은 이에 반대하였고, 그의 친구였던 충집은 양정의 의견에 동조하였다.
건안(建安) 5년(200년), 당시 장수교위(長水校尉)였던 충집은 거기장군(車騎將軍) 동승(董承) 등과 함께 조조(曹操) 암살을 도모하였으나, 사전에 계획이 탄로나 처형당하였다.

## 《삼국지연의》 속 충집
사실(史實)과 거의 같으나, 동승과 함께 조조 암살을 모의하기 이전에는 등장하지 않는다.